# マイケル・カービー (フィギュアスケート選手)
マイケル・カービー（英語: Michael J.R. Kirby、1925年2月20日 - 2002年5月25日）は、カナダ、シドニー出身の俳優。元フィギュアスケート選手（男子シングル）。1942年カナダ選手権優勝。
妻はフィギュアスケート選手のノラ・マッカーシー。

## 主な戦績
| 大会/年      | 1941-42 |
| ------------ | ------- |
| カナダ選手権 | 1       |